# Periodicità
Letteralmente, periodicità equivale alla successione o alla ripetizione ad intervalli regolari di un evento o di una proprietà.
In campo della chimica, la periodicità è la proprietà delle caratteristiche degli elementi che variano con cadenza periodica all'aumentare del loro numero atomico. Questa è detta "legge di periodicità",  elaborata da Mendeleev, e determina le suddivisioni in periodi della tavola periodica degli elementi.
In matematica, è la proprietà di funzioni di variabile reale, dette funzioni periodiche.
| Controllo di autorità | Thesaurus BNCF 34384 · LCCN (EN) sh85035062 · BNF (FR) cb11941411p (data) · J9U (EN, HE) 987007538316605171 |